# Örgrytevägen

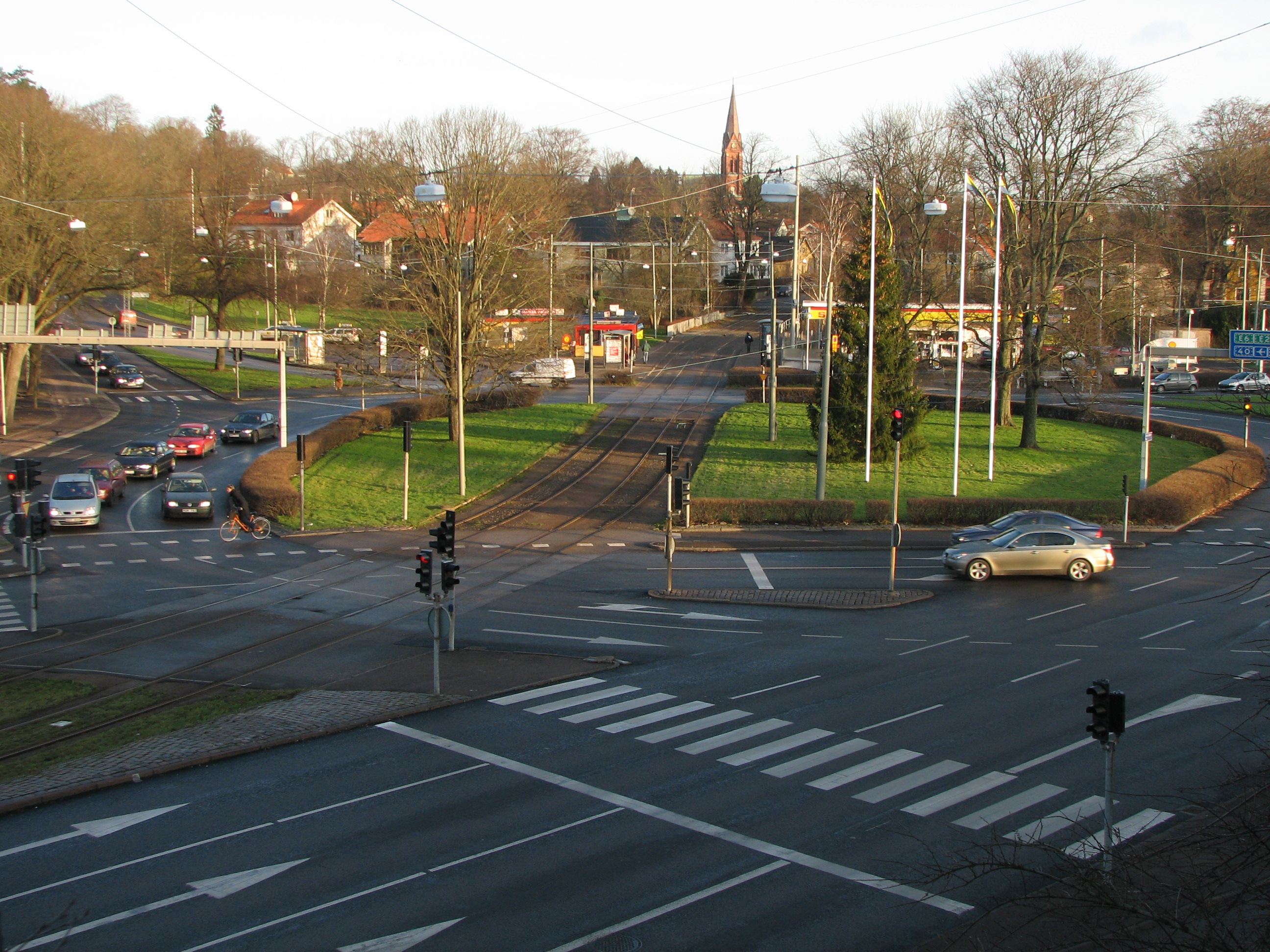
Sankt Sigfrids plan i andra änden av Örgrytevägen.

Örgrytevägen är en knappt 700 meter lång gata i stadsdelarna Heden, Bö och Gårda i Göteborg. Gatan går mellan Korsvägen och Sankt Sigfrids plan. Vid Korsvägen ansluter Örgrytevägen till bland annat Evenemangsstråket på Skånegatan, och vid Sankt Sigfrids plan till bland annat Danska vägen. Gatan fick sitt namn år 1891.
Längs Örgrytevägen ligger Svenska mässan, Gothia Towers, Liseberg och Örgryte gamla kyrka. Vägen korsas av Mölndalsån och E6:ans motorväg. 
Örgrytevägen trafikeras av spårvagnslinje 5, Lisebergslinjen samt ett antal busslinjer. Längs gatan ligger buss- och spårvagnshållplatserna Korsvägen, Liseberg och Sankt Sigfrids plan. I höjd med E6:an finns den underjordiska pendeltågsstationen Lisebergs station som ligger i Gårdatunneln, vilken passerar under Örgrytevägen.
Den planerade tågtunneln Västlänken kommer att byggas under Korsvägen och Liseberg och gå parallellt med Örgrytevägen.

## Örgrytevägen 11 i 87:e kvarteret Sirenen
Den vita villan Sofiero låg i nuvarande stadsdelen Bö, ungefär där Sofierogatan börjar, och var barndomshem åt direktör Elon Jacobsson vid SKF. Villan var uppförd av en "Philipsson" i mitten på 1870-talet på mark som delvis hade hört till Underås, delvis till Jakobsdal och som kallades Källaren. Fastigheten hade då en stor trädgård med flera växthus, och man sålde mycket blommor till Örgryteborna. Philipsson sålde Sofiero 1877 till Georg Jacobsson (far till Elon Jacobsson) och en "Tegnér". Växthusen arrenderades på 1930-talet av "herr Kaczmarek," en polsk adelsman. Sofiero såldes 1945 till Liseberg, men änkan till Georg Jacobsson fick bo kvar i övervåningen. Som närmaste granne väster om Sofiero låg Villa Castagna, senare Örgryte sockenstuga (nr 9?), med kommunalmannen Georg Jacobsson som sin starke man under många år. Villa Speranza låg längst ner på samma sida, mot Underås bro. Båda dessa villor byggdes av brukspatron Carl Adelsköld.
Sofiero revs kring årsskiftet 1965-1966 för att lämna plats åt olika trafiklösningar.

## Örgrytevägen 16 – popklubben High School Club
Den 6 december 1963 öppnade Göteborgs första popklubb High School Club i en servicelokal för BMW-bilar på Örgrytevägen 16, vilken numera är riven. Målgruppen var gymnasieungdom och studenter, därav namnet på klubben, och den grundades av bröderna Christer och Ulf Johansson, vilka senare startade popklubb i Villa Glitne alldeles intill. Åldersgränsen var 18 år och det krävdes studentlegitimation för att komma in. Bland de grupper som uppträdde på High School Club märks Apaches, Shakers, Sleepwalkers, Strangers, Tages och Why Not. I slutet av 1965 flyttade klubben till Övre Majorsgatan i Olivedal, där den existerade fram till 1971.

## Örgrytevägen 22 – popklubben Villan
Villa Glitne, Örgrytevägen 22 – Nissensgatan 1, uppfördes år 1898 och beboddes av handelsman Axel Idström och dennes hustru Eleonora fram till år 1909. Därefter ägdes den av Magnus och Agnes Andersson. Magnus Andersson var ägare av Göteborgs Gummibolag. År 1944 startade Örgryte privata Sjuk- och konvalescenthem, vilket drevs av Selma och Nils Peterzén, i villa Glitne.
I maj 1964 öppnade popklubben Villan på Örgrytevägen 22, som stått tom under några år. Dessförinnan hade där inrymts ett pensionärshem. Popklubben höll stängt under sommaren, men öppnade igen på hösten. Den 7 oktober 1964 brann Villan och större delen av lokalerna blev brand- och vattenskadade. Danslokalen reparerades därefter, men hälften av huset kom att stå utbränt, varför klubben fick smeknamnet "Brända villan". I mars 1965 skedde återinvigning. Klubbens målgrupp var gymnasister och för medlemskap fordrades gymnasistlegitimation och att man var minst 17 år. Ledningen bestod av Christer Harling och bröderna Christer och Ulf Johansson. Klubben blev den ledande popklubben i Göteborg och bland grupperna och artisterna som uppträtt där märks Strangers, Beachers, Apaches, Why Not, liksom Chris Barber, P.J. Proby och Donovan. Villan revs i december 1965. Popklubben gick under namnen High School, Villan och Brända tomten.